# Libertad (Barinas)
Libertad ist ein Dorf im Bundesstaat Barinas, Venezuela. Der Ort hat mittlerweile etwa 10.000 Einwohner. Die Region war zu Kolonialzeiten bis 1777 unter der Verwaltung des Nuevo Reino de Granada. Von da an wurde es Teil der Capitanía de Venezuela. Das Dorf wurde zwischen 1820 und 1825 gegründet.